# 武立

武立上將

武立（1924年7月25日—1987年），真名農文珀（Nông Văn Phách），岱依族，越南人民軍上將。

## 生平
1924年7月25日，武立出生於和安縣永光社（今屬高平省）。
1987年，武立逝世，享壽63歲。